# Daniella Waldfogel
Daniella Cassner Waldfogel, född Cassner 5 september 1980 i Sollentuna, är en svensk näringslivsprofil. Sedan augusti 2024 är hon VD för Stockholms handelskammare.

## Biografi
Waldfogel är utbildad vid Uppsala universitet och har avlagt en politices magisterexamen i statskunskap.
Waldfogel har en bakgrund på bland annat konsultbyrån JKL som chef för Public Affairs-teamet, samt som politiskt sakkunnig hos Gunnar Hökmark i Europaparlamentet.
Hon utsågs till vd för Stockholms handelskammare i juni 2024, och tillträdde i augusti 2024 efter att tidigare ha varit vice vd och näringspolitisk chef i organisationen sedan 2018.
Waldfogel har under sin karriär profilerat sig inom frågor som berör stadsutveckling, bostadspolitik och städers attraktivitet.